# The Hunger Games: Sunrise on the Reaping
The Hunger Games: Sunrise on the Reaping (bra: Jogos Vorazes - Amanhecer na Colheita; prt: The Hunger Games: Amanhecer na Ceifa) é um futuro filme de ação, aventura e ficção cientifica americano dirigido por Francis Lawrence com um roteiro de Billy Ray, baseado no romance de 2025 Amanhecer na Colheita de Suzanne Collins. É a sequência independente de Jogos Vorazes: A Cantiga dos Pássaros e das Serpentes (2023) e uma prequela de Jogos Vorazes (2012), além de ser o sexto filme da série de filmes Jogos Vorazes . O elenco inclui Joseph Zada, Whitney Peak, Mckenna Grace, Jesse Plemons, Kelvin Harrison Jr., Maya Hawke, Lili Taylor, Ben Wang, Ralph Fiennes, Elle Fanning e Kieran Culkin .
Em junho de 2024, uma adaptação de Sunrise on the Reaping foi anunciada juntamente com o livro, com Francis escalado para retornar como diretor. O elenco foi anunciado entre abril e maio de 2025.
Jogos Vorazes: Amanhecer na Colheita está previsto para ser lançado pela Lionsgate nos Estados Unidos em 20 de novembro de 2026.

## Elenco
- Joseph Zada como Haymitch Abernathy
- Whitney Peak como Lenore Dove Baird
- Mckenna Grace como Maysilee Donner
- Jesse Plemons como Plutarch Heavensbee
- Kelvin Harrison Jr. como Beetee Latier
- Maya Hawke como Wiress
- Lili Taylor como Mags
- Ben Wang como Wyatt Callow
- Ralph Fiennes como Presidente Coriolanus Snow
- Elle Fanning como Effie Trinket
- Kieran Culkin como César Flickerman
- Molly McCann como Louella McCoy
- Iona Bell como Lou Lou

## Produção
Em junho de 2024, com o anúncio de que Suzanne Collins publicaria seu próximo volume da série Jogos Vorazes, intitulado Sunrise on the Reaping, a Lionsgate confirmou uma adaptação cinematográfica do livro, com Francis Lawrence em negociações para retornar à direção. Billy Ray adaptaria o livro.

### Elenco
No final de abril de 2025, Joseph Zada, Whitney Peak, Mckenna Grace, e Jesse Plemons foram escalados. Em maio de 2025, Kelvin Harrison Jr., Maya Hawke, Lili Taylor, Ben Wang, Ralph Fiennes, Molly McCann, Iona Bell, Elle Fanning, e Kieran Culkin se juntaram ao elenco. Glenn Close estava em negociações com o filme.

### Filmagem
As filmagens começaram em 6 de agosto de 2025 na Espanha.

## Lançamento
The Hunger Games: Sunrise on the Reaping está previsto para ser lançado nos Estados Unidos em 20 de novembro de 2026.